# Пратишта, Агни
Агни Пратишта Аркадеви Кусвардоно (англ. Agni Pratistha Arkadewi Kuswardono, род. 8 декабря 1988 года) — актриса и участница конкурсов красоты. Сестра актрисы Сиги Вималы.
Пратишта родилась в Канберре (Австралия), детство провела в Центральной Яве (Индонезия). В 2006 году стала победительницей конкурса Мисс Индонезия и представляла свою страну на конкурсе Мисс Вселенная 2007, проходившем в Мехико. В настоящее время Пратишта учится в университете Бинус.

## Биография
До участия в конкурсе Мисс Индонезия 2006, Пратишта заняла второе место в конкурсе Cosmogirl года в 2003 году. Она также снялась в фильме Mengejar Matahari, где сыграла девушку, к которой проявляет любовный интерес главный герой. 25 августа 2006 года на конкурсе Мисс Индонезия, проходившем в Джакарте, она стала победительницей, обойдя в финале представительниц Южного Калимантана и Джакарты.
В 2007 году Пратишта представляла Индонезию на конкурсе Мисс Вселенная 2007, проходившем в Мехико. Она приехала в Мексику в апреле и провела там четыре недели, участвуя в репетициях и предварительных конкурсах. Там она подружилась с будущей победительницей конкурса Риё Мори из Японии.
В 2012 году в Сеуле (Южная Корея) Агни Пратишта получила награду Asia Model Festival Awards за вклад в индонезийский модельный бизнес.

## Личная жизнь
17 июня 2013 года в Лас-Вегасе Агни вышла замуж за бывшего гонщика на картинге Райана Энтони Моноарфа, а свадебная церемония прошла 14 декабря в Джакарте. У них трое детей. Кусвардоно и её муж основали Chubby Max cookies и Ark Motion Images.

## Фильмография
- Love but Different (Cinta Tapi Beda)
- 9 Summers 10 Autumns